# Giuseppe Lepori
Giuseppe Lepori (ur. 2 czerwca 1902, zm. 6 września 1968) – szwajcarski polityk, członek Rady Związkowej od 16 grudnia 1954 do 24 listopada 1959. Kierował departamentem poczt i kolei (1955−1959).
Był członkiem CVP.